# Plagiogonus separatus
Plagiogonus separatus är en skalbaggsart som beskrevs av Rudolph Petrovitz 1962. Plagiogonus separatus ingår i släktet Plagiogonus och familjen Aphodiidae. Inga underarter finns listade i Catalogue of Life.